# Tetramesa antica
Tetramesa antica is een vliesvleugelig insect uit de familie Eurytomidae. De wetenschappelijke naam is voor het eerst geldig gepubliceerd in 1871 door Walker.